# Halbschwert

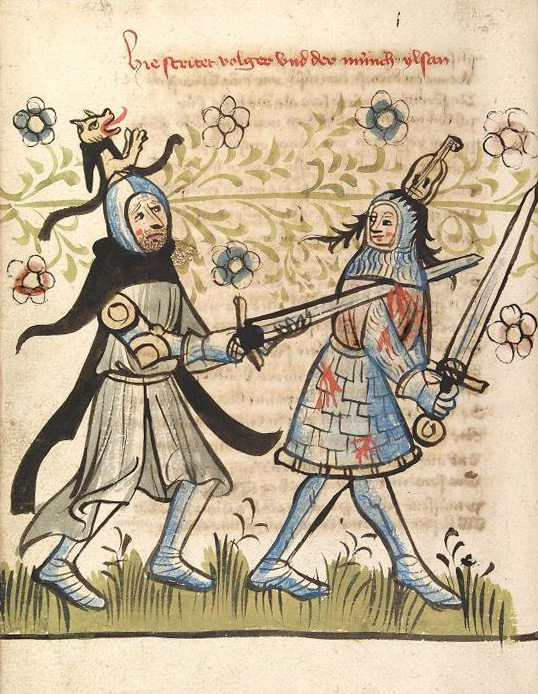
Beispiel einer frühen Darstellung des „Kurzen Schwertes zu Kampf“; der linke Daumen weist noch ortwärts (Codices Palatini germanici 359, etwa 1418): Ilsan der Mönch führt einen Stoß gegen Volker den Sänger aus

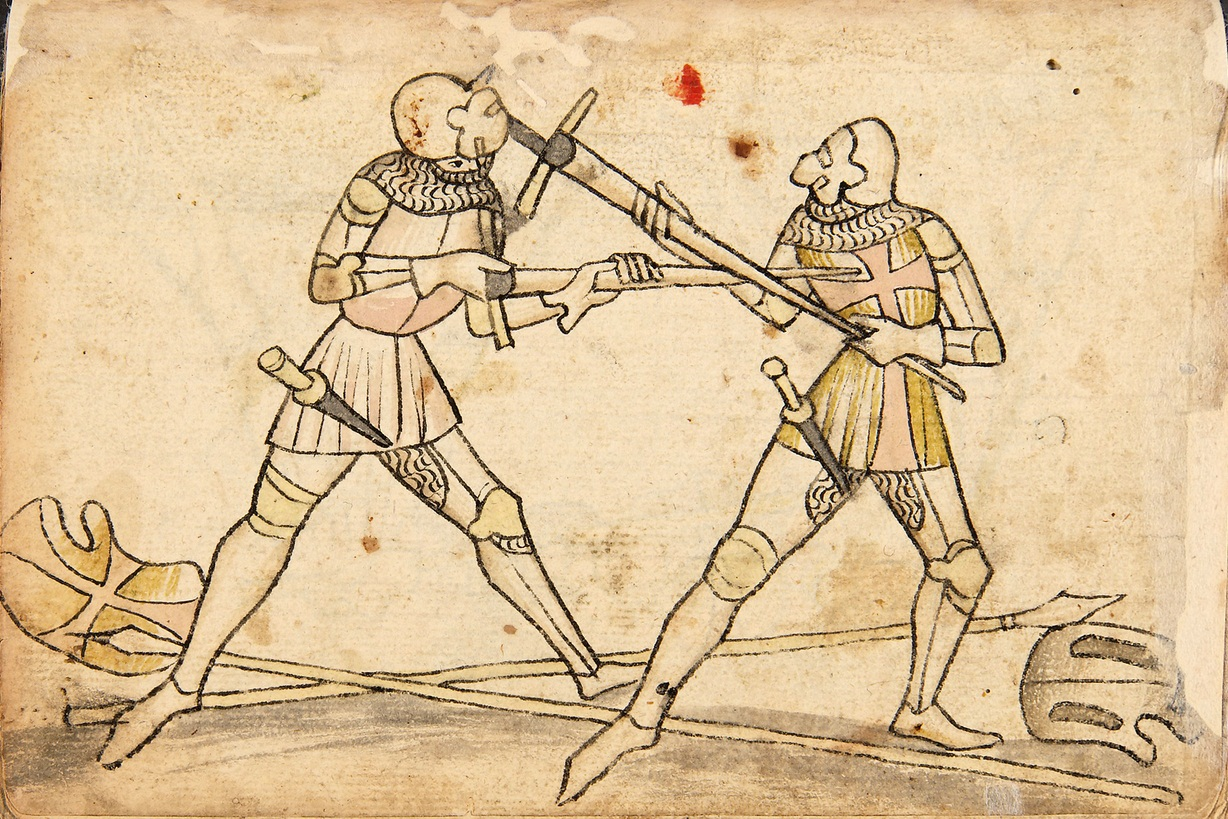
Seite im Codex Wallerstein, die einen Halbschwertstoß gegen einen Mordhau zeigt

Das Halbe Schwert bezeichnet den mittleren Bereich eines Langschwertes, also etwa den Bereich um die Klingenmitte. Heute wird der Begriff Halbschwert zumeist synonym für die Führungsweise verwendet, bei der die linke Hand vom Griff in die Klingenmitte (ins halbe Schwert) wechselt. Anfänglich wurde dabei oft mit dem linken Daumen Richtung Klingenspitze liegend gegriffen, seit dem frühen 15. Jh. setzte sich jedoch allgemein die Griffweise mit linkem Daumen Richtung Heft durch. 
Der Zeitgenössische Begriff für diese Führungsweise war das Fechten im Kurzen Schwert, da die Waffe hierbei verkürzt gefasst wurde.
Diese Kampftechnik war insbesondere vom 14. bis zum 16. Jahrhundert verbreitet, um kräftigere Stöße gegen gepanzerte und ungepanzerte Gegner ausführen zu können. 
Das Halbschwert wurde sowohl eingesetzt, um sich im Handgemenge eine größere Hebelwirkung zu Nutzen zu machen, wie auch um kräftiger und zielsicherer zustoßen zu können. Beides kann beim Kampf in Plattenrüstungen entscheidend sein, da ein Schnitt oder Hieb mit einem Schwert auf Eisen oder Stahl fast wirkungslos ist. Die meisten mittelalterlichen Abhandlungen zeigen den Kampf in Rüstung in erster Linie in Form des „im kurzen Schwert“ genannten Stil: Die besten Chancen gegen einen schwer gepanzerten Gegner hat man mit einem harten Stoß in schwach geschützte Stellen wie die Gelenkinnenseiten, Visierschlitze oder die Handschuhe. Noch effektiver wurde der Angriff auf diese Stellen gegen einen bereits am Boden Liegenden, weshalb ein Großteil der Techniken im Halbschwertkampf aus Hebel- und Wurftechniken besteht.
Manche Waffen (Harnischkampfschwerter) wurden extra für diesen Verwendungszweck modifiziert und mit einer Fehlschärfe in der Klingenmitte ausgestattet. Einige Langschwerter haben nur ein kurzes Ricasso, das aber zu nahe an der Parierstange liegt, um es für die Halbschwerttechnik nutzen zu können. Bei den späteren Zweihändern war das Ricasso vor der Parierstange länger, sodass der Kämpfer eine große Grifffläche hatte. Bei diesen Waffen legte man jedoch die rechte Hand an die Fehlschärfe, was besonders im Kampf gegen Stangenwaffen vorteilhaft ist und somit nicht mit dem Halbschwertkampf im Harnisch verwechselt werden darf.
Eine besondere Technik beim Kampffechten im kurzen Schwert/Halbschwert mit beiden Händen an der Klinge war der sogenannte Mordhau.